# コートニー・ソーン＝スミス
コートニー・ソーン＝スミス（Courtney Thorne-Smith、1967年11月8日生まれ）はアメリカ人の女優。「メルローズ・プレイス」のアリソン・パーカー役、『アリー my Love』のジョージア・トーマス役、『According to Jim』のシェリル役の演技で知られている。

## 略歴
カリフォルニア州サンフランシスコに生まれ、南郊のメンローパークで育つ。彼女の父親ウォルター・スミスはコンピュータの市場調査員であり、母親はセラピストをしていた。彼女が7歳のとき二人は離婚、彼女は時期をずらして両親のそれぞれと暮らしている。彼女はカリフォルニア州アサートンにあるメンロ-アサートン高校に通い、1985年、カリフォルニア州ミルバレーにあるタマルパイ高校を卒業。高校に通いながら、ミルバレーにあるアンサンブル・シアター・カンパニーで演技もしている。
ソーン＝スミスが初めて映画に姿を現したのは、1986年のドラマ『ルーカスの初恋メモリー』である。このときの共演者にはウィノナ・ライダー、コリー・ハイム、チャーリー・シーンがいる。彼女は1980年代後半、多くの映画に関わっている。たとえば『サマースクール』（1987年）、『ナーズの復讐II/ナーズ・イン・パラダイス』（1987年）、『ビーチバレーに賭けた夏』（1990年）、『Chairman of the Board』（1998年）などがある。
2000年、体操選手のアンドリュー・コンラッドと結婚するが翌年に離婚。2007年、マーケティング事務所を経営するロジャー・フィッシュマンと再婚。2008年、40歳で第一子を出産した。

## 主な出演作品

### 映画
| 公開年 | 邦題 原題                                                                          | 役名         | 備考       |
| ------ | ---------------------------------------------------------------------------------- | ------------ | ---------- |
| 1986   | 初体験・夏のロマンス/恋のポップ・ティーン Welcome to 18                            | リンゼイ     |            |
| 1986   | ルーカスの初恋メモリー Lucas                                                       | アリス       |            |
| 1987   | ナーズの復讐II/ナーズ・イン・パラダイス Revenge of the Nerds II: Nerds in Paradise | サニー       |            |
| 1987   | サマースクール Summer School                                                       | パム・ハウス |            |
| 1990   | ビーチバレーに賭けた夏 Side Out                                                    | サマンサ     |            |
| 1994   | 愛欲の監禁要塞 Breach of Conduct                                                   | ヘレン       | テレビ映画 |
| 1998   | Chairman of the Board                                                              | ナタリー     |            |

### テレビシリーズ
| 放映年    | 邦題 原題                                                | 役名                     | 備考          |
| --------- | -------------------------------------------------------- | ------------------------ | ------------- |
| 1988-1989 | Day by Day                                               | クリスティン・カールソン | 33エピソード  |
| 1990      | L.A.ロー 七人の弁護士 L.A. Law                           | キンバリー               | 6エピソード   |
| 1992-1997 | メルローズ・プレイス Melrose Place                       | アリソン・パーカー       | 158エピソード |
| 1997-2002 | アリーmy Love Ally My Love                               | ジョージア・トーマス     | 69エピソード  |
| 1997,1998 | スピン・シティ Spin City                                 | ダニエレ・ブリンクマン   | 2エピソード   |
| 2001-2009 | According to Jim                                         | シェリル                 | 182エピソード |
| 2010-2013 | チャーリー・シーンのハーパー★ボーイズ Two and a Half Men | リンゼイ                 |               |
| 2017-2019 | 考古学者探偵エマ Emma Fielding Mysteries                 | エマ・フィールディング   | 3エピソード   |